# Parc Turó de Can Mates
El Parc turó de Can Mates de Sant Cugat del Vallès, inaugurat en 2007 té una extensió d'unes 20 hectàrees i dona continuïtat a les 7 hectàrees del Parc Central. Disposa de superfícies i camins per fer esport a l'aire lliure com futbol o bàsquet i diverses zones de parcs infantils.